# Dazed and Confused
Dazed and Confused – utwór piosenkarza folkowego Jake’a Holmesa z jego debiutanckiego albumu „The Above Ground Sound” of Jake Holmes, wydanego w czerwcu 1967. W skład zespołu weszli: Holmes na gitarze, klawiszach i wokalu, Ted Irwin na gitarze i Lee Underwood na basie. Najbardziej znana jest jednak wersja w wykonaniu grupy Led Zeppelin.

## Inne wersje
Podczas trasy koncertowej angielskiego zespołu rockowego The Yardbirds, Holmes otwierał jego koncert w Village Theater w Greenwich Village 26 sierpnia 1967. Członkom The Yardbirds spodobał się ten utwór i postanowili opracować własną jego aranżację. Ich wersja zawierała długie fragmenty grane przez Page’a na gitarze przy użyciu wiolonczelowego smyczka. Szybko stał się on popularnym utworem granym na koncertach podczas ostatniego roku istnienia zespołu. Nigdy nie został on przez The Yardbirds oficjalnie nagrany, choć nieautoryzowana wersja koncertowa pojawiła się na bootlegowym wydawnictwie Live Yardbirds: Featuring Jimmy Page pod błędnym tytułem „I’m Confused”.
Page mówił, że pomysł na użycie smyczka wiolonczelowego pojawił się podczas wspólnej gry ze skrzypkiem Davidem McCallumem. Pionierem w tego rodzaju grze był jednak Eddie Phillips z zespołu The Creation, który uprzedził Page’a o ponad rok. Jego grę można usłyszeć na albumie Makin’ Time z 1966.
Po rozpadzie The Yardbirds w 1968, utwór „Dazed and Confused” został opracowany przez Page’a ponownie, tym razem wraz z zespołem Led Zeppelin. Nowa wersja została nagrana w październiku 1968 w Olympic Studios w Londynie i pojawiła się na debiutanckim albumie zespołu, Led Zeppelin. Był to pierwszy z czterech utworów, do nagrania których Page użył smyczka – pozostałe to „In the Light”, „How Many More Times” i „In the Evening”.
Z niewiadomych powodów Jimmy Page twierdził po ukazaniu się albumu, że jest jedynym autorem „Dazed and Confused”. Holmes nigdy nie otrzymał żadnego honorarium z tytułu tego nagrania, a do sądu poszedł z tą sprawą dopiero w roku 2010. Wcześniej ograniczył się tylko do wysłania listu, w którym napisał: „Rozumiem, że utwór ma kilku twórców, jednak wydaje mi się, że należy mi się przynajmniej część uznania i honorariów”. Nigdy nie doczekał się odpowiedzi. W styczniu 2012 roku sąd odrzucił pozew Holmesa.
Utwór „Dazed and Confused” został spopularyzowany i ciągle jest kojarzony przede wszystkim z wersją zespołu Led Zeppelin. Do ukazania się utworu „Whole Lotta Love” był centralnym punktem koncertów zespołu. W środku utworu często pojawiały się riffy z innych utworów zespołu, np. „The Crunge” czy „Walter’s Walk”, a także z „San Francisco” Scotta McKenziego.
Wersję koncertową „Dazed and Confused” można zobaczyć na filmie z 1976 The Song Remains the Same (i na towarzyszącej mu ścieżce dźwiękowej). Inne nagrania ukazały się na Led Zeppelin BBC Sessions (dwie różne wersje), How the West Was Won oraz Led Zeppelin DVD.
„Dazed and Confused” został również użyty w filmie „Uczniowska balanga” z 1993 roku, który uwiecznił życie amerykańskiej młodzieży w ostatnim dniu szkoły średniej w roku 1976. Utwór nie znalazł się jednak na ścieżce dźwiękowej. Reżyser Richard Linklater prosił członków Led Zeppelin o pozwolenie na użycie utworu w swoim filmie – Page wyraził zgodę, jednak Plant odmówił.